# Pragma (система машинного перекладу)
Pragma — українська багатомовна система машинного перекладу.

## Історія
У 1998, було засновано компанію Trident Software (ТОВ «Трайдент Софтвер»), яка спочатку займалася розробкою систем машинного перекладу Language Master та L-Master 98, наступником яких стала Pragma.
|                                            | Користувачами нашого програмного забезпечення є державні органи влади та урядові установи України, банківські структури, великі індустріальні і фінансові компанії, усі загальноосвітні школи України, а також малий бізнес і приватні особи як в Україні, так і по всьому світу. |
| — Trident Software, http://translate.ua/uk | |

Компанія Trident Software також розробляла первинні мовні пари української, польської та латвійської для російської системи машинного перекладу PROMT.
У 2025, офіційні сайти компанії Trident Software та програми Pragma було закрито.

## Опис
Pragma є набором утиліт які інтегруються в інтерфейс офісних пакетів (MS Office/OpenOffice.org/тощо), браузери та контекстне меню інших програм. 
Контекстне меню індикатора Pragma Monitor на панелі завдань (у вигляді символу # зеленого кольору) надає доступ до налаштувань програми і дозволяє відкрити вікно швидкого перекладу.
Для активації trial-версії завантаженої з сайту необхідні наявнісь доступу до мережі Інтернет та офіційного сайту (з 2025 сайт недоступний), а для версії на CD-диску активація доступна без підключення до мережі.

## Версії
У 2000, Pragma 1.0 стала наступником L-Master 98.
Pragma 1.x та 2.x підтримували 3 мови: англійську, українську і російську.
У Pragma 3.x додали спочатку німецьку, а потім і латиську.
У Pragma 4.x не додавали нових мов.
Pragma 5.x мала 7 мовних модулів: було додано французську та польську. Доступна для 32-розрядних операційних систем Windows 95/98/NT/ME/XP/Vista/7, а також в Linux через Wine.
Pragma 6.x мала 8 мовних модулів: було додано казахську — усього 56 напрямів перекладу і близько 50 тематик. Доступна для 64-розрядних версій ОС Windows XP/Vista/7 у кількох редакціях:
- Pragma Home — стаціонарна для домашнього користування;
- Pragma Business — стаціонарна для комерційного використання;
- Pragma Net — мережева, використовує онлайн сервер;
- Pragma Server — рушій для створення сервісів онлайн перекладу на серверах з ОС Windows Server 2003/2008.

 Примітка: Десяткова частка числа у номері версії вказує на кількість мовних модулів у дистрибутиві: версія 6.2 — 2 мови, версія 6.8 — 8 мов і т.д. Модулі можна видаляти або додавати. При цьому редакція вказує версію рушія або модуля мови цілими, сотими і тисячними числа: редакція 6.0.101.71 — остання версія рушія.

## Translate.ua
Translate.ua (Pragma Online) — безкоштовний онлайн сервіс перекладу компанії Trident Software створений на основі рушія Pragma.
На сайті також було розміщено посилання для завантаження Pragma та доповнень для браузера Firefox і поштового клієнта Thunderbird.
Після закриття проекту, сервіси перекладу на основі рушія Pragma продовжували працювати на сайтах translate.meta.ua та perevod.i.ua.

## iTranslate4.eu
Компанія Trident Software та Pragma стали учасниками міжнародного проекту Еврокомісії зі створення відритого онлайн сервісу перекладу iTranslate.eu для мов Європи, але після кількох років роботи проект закрили.
Єврокомісія в подальшому створила систему машинного перекладу eTranslation з корпоративним онлайн перекладачем, до якої додали підтримку української у 2023.

## Критика
У 2014, Pragma 6.3 у порівнянні зі Google Translate робила більше лексичних помилок, але менше синтаксичних.